# Medical Women's International Association
Medical Women's International Association är en internationell organisation för kvinnliga läkare, grundad i New York i USA 1919.
Det registrerade kontoret är beläget i Genève, Schweiz, medan det administrativa huvudkontoret, där aktiviteterna samordnas, är i Vancouver, Kanada. Dessutom har MWIA officiella förbindelser med Världshälsoorganisationen (WHO), är en rådgivande medlem av FN:s ekonomiska och sociala råd (ECOSOC) och deltar i immuniseringsprogrammet för UNICEF. 